# ووینتسه (شهرستان سوکوئکا)
وُوینتسه (به لهستانی: Wołyńce) یک روستا در لهستان است که در گمینا کوژنگتسا واقع شده‌است.